# Autoridad de Transporte del Valle de Santa Clara

Logo.

La Autoridad de Transporte del Valle de Santa Clara, conocida por su acrónimo VTA (del inglés Valley Transportation Authority) es un distrito de propósito especial, responsable por servicios de tránsito público, manejo de congestión, proyectos de mejoras de autopistas y planificación de transporte a través de todo el condado de Santa Clara, California, Estados Unidos (el condado que constituye la mayoría de Silicon Valley).
La VTA controla un sistema de 68 km de tranvías semi-metro con 62 estaciones conocido como el tren ligero de la VTA y 82 líneas de autobuses incluyendo a una ruta de autobús de tránsito rápido y una línea lechuza de 24 horas que forma parte de la red trasnochadora "all-nighter". Además, la VTA es una de las agencias que gobierna el sistema de trenes de cercanías Caltrain, y la VTA construyó la extensión de BART a San José.